# Ruine Praßberg
Die Ruine Praßberg ist die Ruine einer Höhenburg über dem Argental auf 606,3 m ü. NN bei dem Weiler Beutelsau des Stadtteils Deuchelried der Stadt Wangen im Allgäu im Landkreis Ravensburg in Baden-Württemberg.
Die Burgruine ist jederzeit frei zugänglich.

## Geschichte
Die Burg wurde 1123 als Burg Brahsberc vom sankt-gallischen Abt Manegold von Böttstein-Mammern erbaut, und 1167 werden die Herren von Praßberg, Ministeriale der Abtei St. Gallen, als Besitzer erwähnt. 1313 diente Hartmann von Praßberg Kaiser Heinrich VII., danach stand er in Diensten der italienischen Stadt Pisa.
Bis zum Jahr 1397 saßen die Praßberger auf der Burg, dann fiel sie an die Herren von Schellenberg.
1411 verkaufte Heinrich von Schellenberg die Burg und den Besitz an den Vogt Heinrich von Summerau zu Leupolz. Erbmarschall Hugo Vogt von Alten-Summerau zu Prasberg war mit Walpurgis von Cronheim verheiratet. Aus dieser Ehe ging Albert von Prasberg, genannt Vogt zu Summerau und Tax Wangen hervor, Vater des Konstanzer Bischofs Franz Johann Vogt von Altensumerau und Prasberg. Wegen Verschuldung wurde sie 1731 sequestriert und mitsamt der Herrschaft Prassberg an die Freiherrn von Westernach zu Kronburg für 99000 Gulden zwangsverkauft, die sie aber bereits 1749 an den Grafen Joseph Franz von Waldburg-Wolfegg weiterveräußerten.
Während des 18. Jahrhunderts wurde der Palas umgebaut, seit dem Jahr 1800 verfiel die Burg.
Im Jahr 1806 kam die Burg dann an das Königreich Bayern, das sie aber im gleichen Jahr an Württemberg abtrat. Die Burg war bis 1835 bewohnt und war dann seit 1846 nur noch eine Ruine, die teilweise abgetragen wurde.
Seit 1937 finden Erhaltungsmaßnahmen statt.

## Sagen

### Das Burgfräulein auf Praßberg
Die Legende sagt, dass sich in einer Maueröffnung des Bergfrieds der Burgruine Praßberg früher ein weißgekleidetes Fräulein schon am helllichten Tag, „meist gegen Abend oder zwischen drei und fünf Uhr Nachmittags“, zeigte. Auch Offiziere, die in der nahegelegenen Wirtschaft im Tal waren, sollen es mit ihrem Fernrohr gesehen haben.
Das Burgfräulein, das einem Ratzenrieder Ritter versprochen war, verliebte sich, angelockt durch sein Gitarrenspiel, in einen bildhübschen Mahlknecht der unter der Burg liegenden Mühle. Der Müller befestigte eines Nachts eine Strickleiter an dem Turm, über die sie floh, um mit ihrer großen Liebe das Glück in der Welt zu suchen.
Als der Ritter das Fräulein zur Frau nehmen wollte, kam es mit ihrem Vater, dem Ritter von Praßberg, zum Streit, bei dem der Vater des Burgfräuleins erstochen wurde. Da das Fräulein den Tod des Vaters verschuldet hatte, musste es in dem Turm, aus dem es entflohen war, spuken.

## Beschreibung
Die Burg verfügte über einen Bergfried mit Hocheingang und einer ursprünglichen Höhe von 6 Metern auf einer Grundfläche von 9,8 mal 9,7 Metern und einer Mauerstärke von 3,3 Metern im Untergeschoss. Bis zur halben Höhe besteht er heute aus großen quaderartig zugehauenen Steinen. Außerdem war eine Burgkapelle, die Georgskapelle, ein Palas und ein Zwinger vorhanden.
Die Georgskapelle wurde 1414 erwähnt, überstand den Abbruch von 1846, war bis in die 1950er Jahre in gutem Zustand, wurde 1977 noch mit einem Notdach versehen, der Verfall, verstärkt durch mutwillige Zerstörungen, wurde jedoch nicht aufgehalten.